# Hệ vi động vật

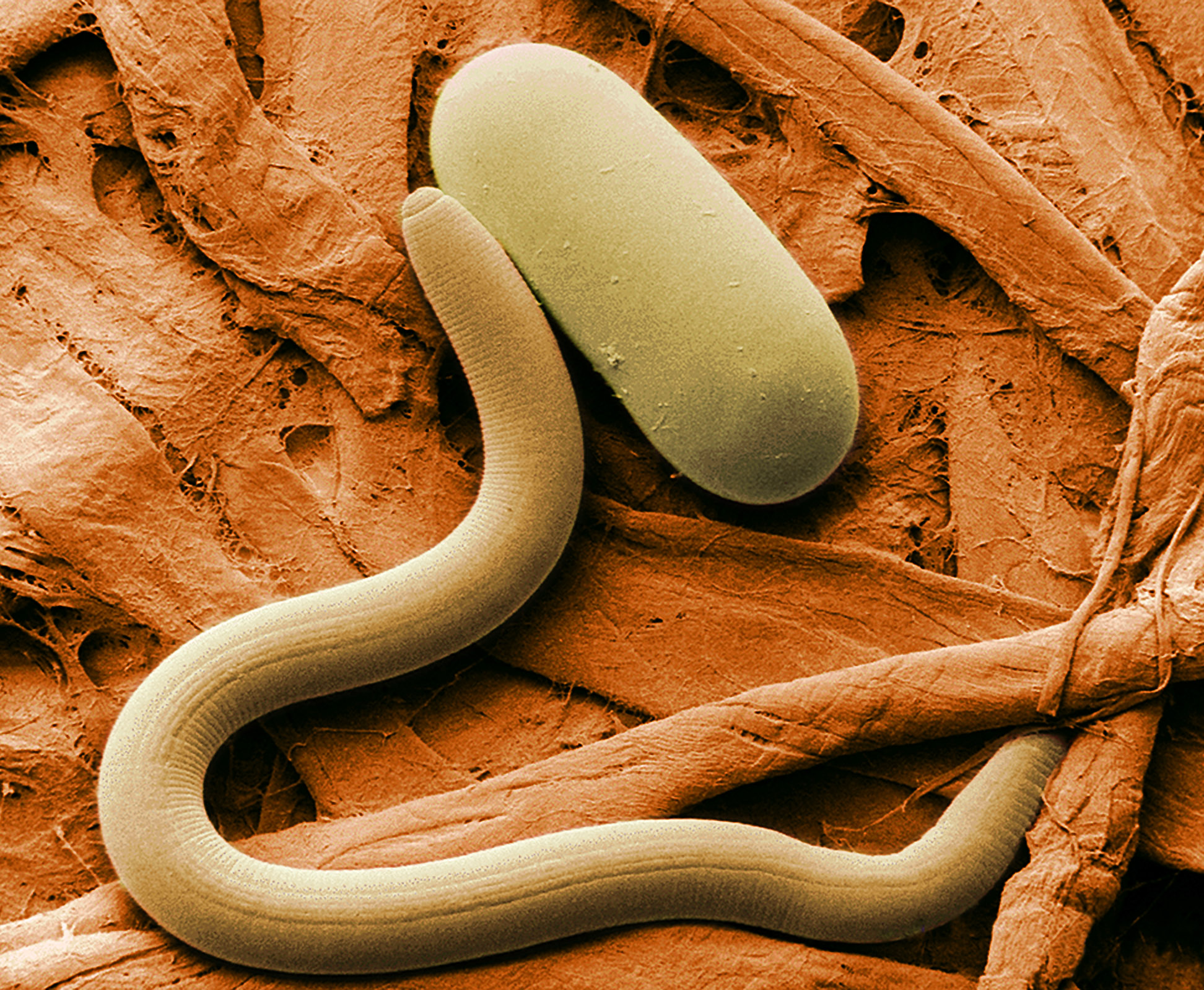
Tuyến trùng nang đậu tương và trứng.

Hệ vi động vật (microfauna, từ Hy Lạp cổ đại Mikros "nhỏ" + Tân Latin fauna "hệ động vật") đề cập đến các sinh vật cực nhỏ thể hiện các đặc tính giống như một động vật. Vi động vật có mặt trong giới động vật (ví dụ, giun tròn, động vật chân đốt nhỏ) và giới sinh vật nguyên sinh (như động vật nguyên sinh). Điều này trái ngược với hệ vi thực vật, cùng với vi động vật, tạo nên microzoa.

## Môi trường sống
Vi động vật có mặt ở mọi môi trường sống trên Trái đất. Chúng đóng vai trò thiết yếu như sinh vật phân hủy và nguồn thức ăn cho các mức độ dinh dưỡng thấp hơn và cần thiết để thúc đẩy các quá trình trong các sinh vật lớn hơn.

## Vai trò
Một ví dụ cụ thể về vai trò của hệ vi động vật có thể được nhìn thấy trong đất, nơi chúng rất quan trọng trong việc luân chuyển các chất dinh dưỡng trong hệ sinh thái. Hệ vi động vật đất có khả năng tiêu hóa bất kỳ chất hữu cơ nào và một số chất vô cơ (như TNT và cao su tổng hợp). Những sinh vật này thường là các liên kết thiết yếu trong chuỗi thức ăn giữa các nhà sản xuất chính và các loài lớn hơn. Ví dụ, động vật phù du là vi động vật và sinh vật nguyên sinh phổ biến ăn tảo và mảnh vụn trong đại dương. Chúng bao gồm tập đoàn trùng lỗ và nhuyễn thể hình tôm, là nguồn thức ăn chính cho ngay cả động vật như cá voi. Hệ vi động vật cũng hỗ trợ tiêu hóa và các quá trình khác trong các sinh vật lớn hơn.

## Động vật ẩn
Hệ vi động vật là ít được hiểu nhất của đời sống đất, do kích thước nhỏ và sự đa dạng lớn của chúng. Nhiều hệ vi động vật là thành viên của cái gọi là động vật ẩn, động vật vẫn chưa được mô tả bởi khoa học. Trong số 10-20 triệu loài động vật ước tính trên thế giới, chỉ có 1,8 triệu loài được đặt tên khoa học và nhiều triệu trong số còn lại có khả năng là vi động vật, phần lớn là từ vùng nhiệt đới.